# Sebastià Morlans
Sebastià Morlans (Reus, 28 de juliol de 1835 - 28 de novembre de 1885) va ser un polític català, teixidor d'ofici.
Va portar a terme una intensa activitat sindical, i el 1860 va ser elegit president de la «Societat de mútua protecció del teixidors a mà» fundada l'any 1839, i que es podria considerar el primer sindicat de classe reusenc. Es dedicà a activitats sindicals fins al 1869. Amic i col·laborador del polític i escriptor Josep Güell i Mercader, el 1861 va formar part de la junta del Centre de Lectura entitat de la que va ser un dels impulsors, junt amb l'historiador Andreu de Bofarull, del grup de teatre. L'historiador reusenc Pere Anguera diu que va col·laborar a l'Eco del Centro de Lectura, portaveu de l'entitat, fins que en una picabaralla, va ser expulsat d'aquesta societat. El 1862 formava part de la junta reusenca de suport a Narcís Monturiol. El 1868 va ser membre de la primera Junta Revolucionària de Reus i tinent de la milícia. El mateix 1868, juntament amb Marià Grases i Josep Pàmies, tots tres obrers teixidors, va publicar un Proyecto para el mejoramiento de la industria algodonera en Cataluña y de la clase obrera que a ella se dedica, on analitzava les relacions obrers/patrons i les seves implicacions en la crisi tèxtil, i buscava trobar un camí per facilitar «el necesario desarrollo progresivo de la industria». Es va retirar de la política el 1869 i va anar a viure a Tarragona, on militava al Partit Federal. Va morir a Reus el 1885.